# Pere Joan Aldomar
Pere Joan Aldomar (* 15. Jahrhundert in Girona (unsicher); † 16. Jahrhundert) war ein katalanischer Kapellmeister der Kathedrale von Barcelona und Komponist der Renaissance.

## Leben und Werk
Pere Joan Aldomar stammte wahrscheinlich aus Girona. Wahrscheinlich war er mit dem Kanoniker Aldomar verwandt, der 1500 in der Kathedrale von Barcelona beigesetzt wurde. 1506 wurde er zum Gesangmeister der genannten Kathedrale ernannt. Er folgte in dieser Position auf Bartomeu Rovira. 1508 ist er als Sänger in der Kapelle Ferdinand II. („des Katholischen“) nachweisbar.
Einige der wichtigsten Musiksammlungen der iberischen Halbinsel aus dem 15. und dem frühen 16. Jahrhundert wie das Cancionero Musical de Palacio (auch Cançoner de Barcelona genannt und in der Biblioteca de Catalunya verwahrt) oder die Villancicos de diversos autores a dos, y a tres, y a quatro, y a cinco bozes (1556 in Venedig veröffentlicht, auch Cançoner del duc de Calàbria, Liederbuch des Herzogs von Kalabrien genannt) enthalten Werke von Pere Joan Aldomar. Insbesondere wurden Villancicos, also Lob- und Preislieder, wie En las sierras donde vengo (Aus den Bergen, woher ich komme), Di pastorcico (der kleine Hirte), Pues vienes (Nun kommst du) und Si mi señora m’olvida (Wenn mich meine Frau vergisst) von Pere Joan Aldomar dort gesammelt. Das Vorkommen des für vier Stimmen arrangierten Weihnachtsliedes Ha Pelayo, qué desmayo! (Hey Pelayo (wohl ein Hirte), ich kippe aus den Socken!) in einer Quelle aus der Mitte des 16. Jahrhunderts, dem Liederbuch des Herzogs von Kalabrien, ist ein Beweis für die hohe Popularität des um 1500 von Pere Joan Aldomar geschriebenen Liedes.